# 유혜민
유혜민(1981년 4월 6일~)은 대한민국의 알파인 스키 선수로, 2002년 동계 올림픽에 참가했다.